# Leif Rantala
Leif Stefan Rantala, född 26 december 1947 i Liljendal och död 8 januari 2015 i Rovaniemi, var en finlandssvensk språkvetare och översättare som specialiserade sig på samiskt språk, kultur och historia i Ryssland.

## Utbildning och forskning
Rantala började sina universitetstudier i finsk-ugriska språk vid Helsingfors universitet 1968 och fick magistersgrad med ett arbete om samiska ortnamn i Buolbmát 1975. Hans handledare var Aulis Joki. Redan två år före sin graduering blev han – samtidigt med Juha Janhunen – universitetsassistent i finsk-ugriska språk, samma tjänst som Pekka Sammallahti höll tidigare. 
Med hjälp av sina goda kunskaper i ryska – som han hade studerat hos Igor Vahros och Valentin Kiparsky – började Rantala redan som student att specialisera sig på den samiska kulturen och historien på Kolahalvön och i Petsamo. Under sitt senare liv reste han regelbundet till dessa områden, publicerade flera arbeten och skapade också en omfattande etnografisk samling som idag finns bevarad i Samiska natur- och kulturcentrum Siida.
Efter sina studier i Helsingfors flyttade Rantala till Ohcejohka i Lappland och arbetade som sekreterare för Samerådet tills han flyttade till Rovaniemi 1984, där han blev den första fastanställda universitetslektorn i nordsamiska vid Lapplands universitet. Han innehade tjänsten tills han blev pensionerad 2010.
Som specialist i samiska språk vid Lapplands universitet var Rantala också tvungen att ibland hjälpa till som översättare, för finska tjänstemän i Lappland hade inga sådana språkkunskaper.